# Province de Huacaybamba
La province de Huacaybamba (en espagnol : Provincia de Huacaybamba) est l'une des onze provinces de la région de Huánuco, dans le centre du Pérou. Son chef-lieu est la ville de Huacaybamba.

## Géographie
La province couvre une superficie de 1 743,70 km2. Elle est limitée au nord et à l'ouest par la province de Marañón, à l'est par la province de Leoncio Prado, au sud par la province de Huamalíes et à l'ouest par la région d'Ancash.

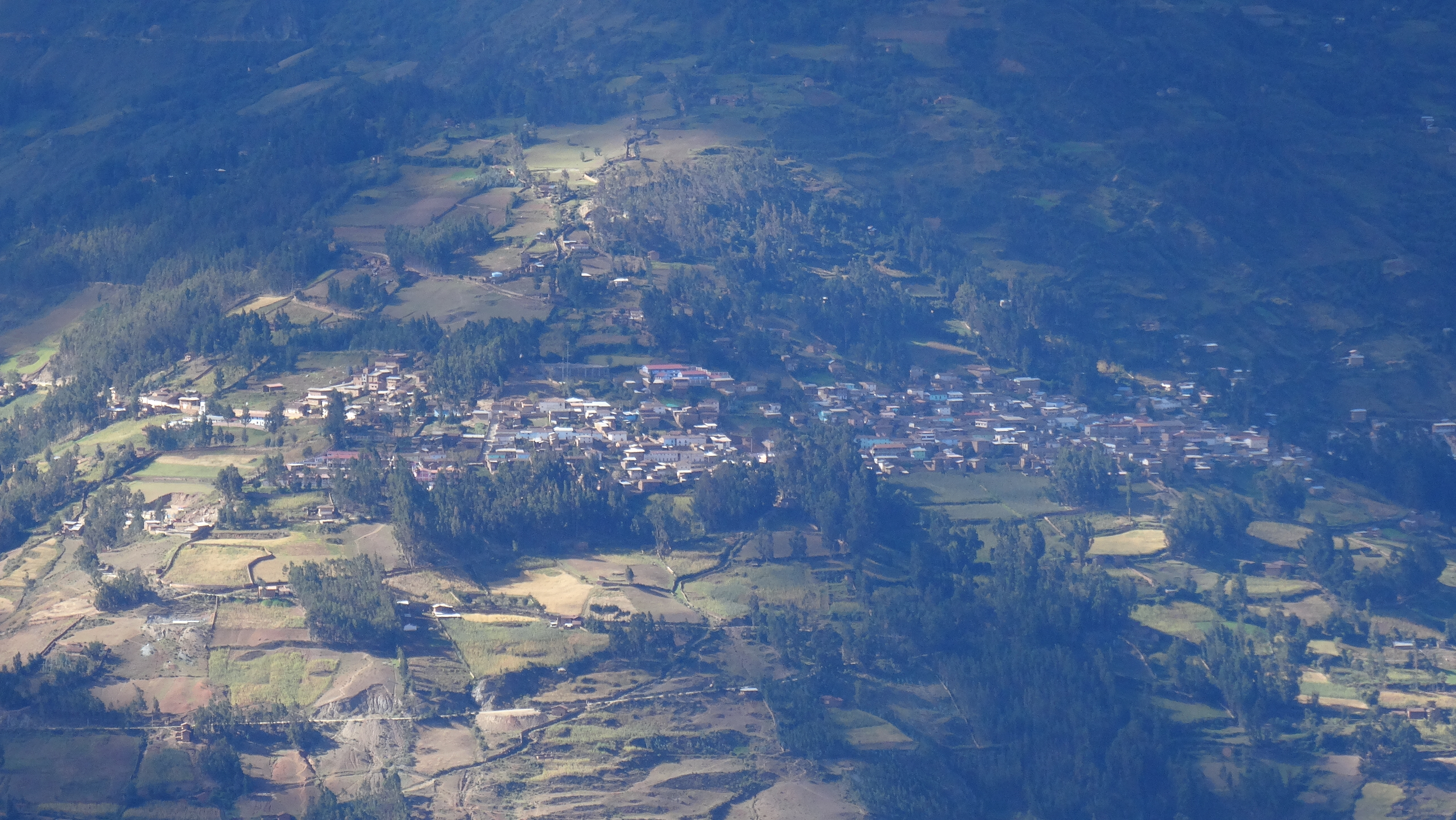
Vue aérienne de la ville de Huacaybamba

## Population
La population de la province s'élevait à 19 876 habitants en 2005.

## Subdivisions
La province est divisée en quatre districts :
- Canchabamba
- Cochabamba
- Huacaybamba
- Pinra